# Ekološka sukcesija
Ekološka sukcesija, trajni proces smjene životnih zajednica nekog biotopa. 

## Ekosistem: biocenoza i biotop
Jedinstvo nekog biotopa i biocenoze naziva se ekosistem a uvjetovan je klimatsko-geografskim uvjetima, odnosno utjecaj biotopa. Pod utjecajem čovjeka ali i same prirode, taj ekosistem može biti narušen. Narušit ga može i sama životna zajednica koja se prilagođava biotopu, ali ga i mijenja, odnosno prilagođava sebi. Ovdje su (kod biocenoze) glavni faktori konkurentni odnosi za hranu i prostor.

## Uzroci i brzina ekološke sukcesija
Ekološka sukcesija može biti uzrokovana evolucijom kontinenata koji u dugom geološkom razdoblju povlači za sobom evoluciju flore i faune. Primjer primarne sukcesije može biti otok Krakatau. Dugotrajna sukcesija može biti uzrokovana najčešće utjecajem čovjeka (antropogeno), ali i zoogenim, fitogenim, klimatogenim i pirogenim (vatra) utjecajima. Treći oblik su kratkotrajne sukcesije nastaju uglavnom utjecajem čovjeka, a primjer može biti obrada tla.
Prema životnom prostoru na kojemu se zbivaju, sukcesije mogu biti u osnovi primarne i sekundarne. Primarne su one na kojem prostoru prije nije bilo života. Sekundarne sukcesije događaju se na prostoru koji je prije toga bio uništen utjecajem čovjeka ili prirode (sječe ili krčenja i požari), a njegova obnova je znatno kraća nego kod primarnih sukcesija. Treći oblik je mijenjanje biocenoze (sukcesije biocenoza) utjecajem čovjeka, kao što je uvođenje novih vrsta koje mogu ili ne moraju izazvati izumiranje neke autohtone vrste.

## Vanjske poveznice
- Sukcesije  Arhivirana inačica izvorne stranice od 5. ožujka 2016. (Wayback Machine)